# Мест
Мест (фр. Mestes, окс. Mestas) — коммуна во Франции, находится в регионе Лимузен. Департамент — Коррез. Входит в состав кантона Юссель-Эст. Округ коммуны — Юссель.
Код INSEE коммуны — 19135.
Коммуна расположена приблизительно в 380 км к югу от Парижа, в 95 км юго-восточнее Лиможа, в 55 км к северо-востоку от Тюля.

## Население
Население коммуны на 2008 год составляло 315 человек.
| 1962 | 1968 | 1975 | 1982 | 1990 | 1999 | 2008 |
| ---- | ---- | ---- | ---- | ---- | ---- | ---- |
| 204  | 216  | 202  | 204  | 263  | 262  | 315  |

## Экономика

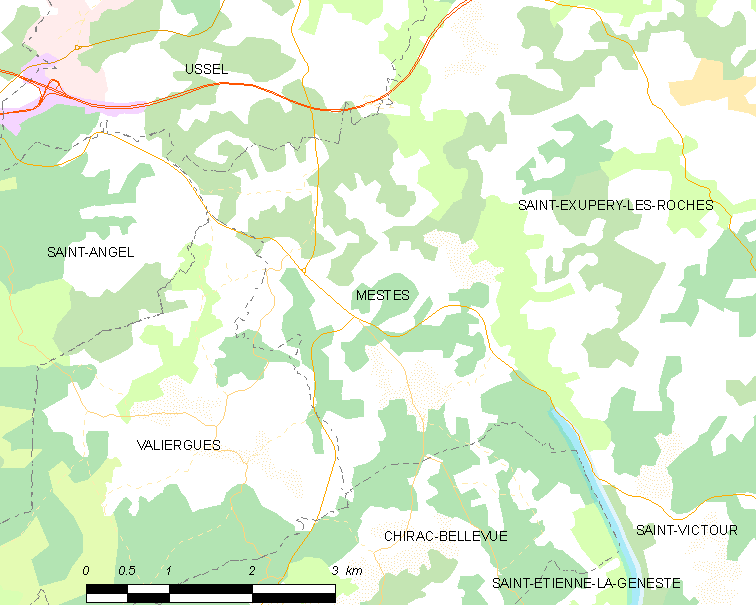
Карта коммуны

В 2007 году среди 200 человек в трудоспособном возрасте (15—64 лет) 152 были экономически активными, 48 — неактивными (показатель активности — 76,0 %, в 1999 году было 72,0 %). Из 152 активных работали 143 человека (75 мужчин и 68 женщин), безработных было 9 (4 мужчин и 5 женщин). Среди 48 неактивных 15 человек были учениками или студентами, 20 — пенсионерами, 13 были неактивными по другим причинам.